# 영시 (전한)
영시(永始)는 중국 전한(前漢) 성제(成帝)의 다섯 번째 연호이다. 기원전 16년에서 기원전 13년까지 4년 동안 사용하였다.

## 연대대조표
| 영시                | 원년        | 2년         | 3년         | 4년         |
| 서력                | 기원전 16년 | 기원전 15년 | 기원전 14년 | 기원전 13년 |
| 육십간지 (六十干支) | 을사(乙巳)  | 병오(丙午)  | 정미(丁未)  | 무신(戊申)  |

## 같이 보기
- 중국의 연호

| 이전 연호 홍가(鴻嘉) | 중국의 연호 전한(前漢) | 다음 연호 원연(元延) |